# Augustin Matata Ponyo
Augustin Matata Ponyo (Maniema, 5 giugno 1964) è un politico della Repubblica Democratica del Congo.
Membro del Partito del Popolo per la Ricostruzione e la Democrazia (PPRD), dall'aprile 2012 al novembre 2016 ha ricoperto la carica di primo ministro.
Il 25 ottobre 2021, Matata Ponyo sarà processato dalla Corte Costituzionale per appropriazione indebita di fondi pubblici nel caso Bukanga Lonzo.
Il 15 novembre 2021, un giudice della Corte costituzionale ha annunciato che la Corte costituzionale si è dichiarata incompetente a processare Augustin Matata Ponyo e gli altri due imputati. Pertanto, il caso è ora chiuso in questa giurisdizione.